# Hartmut Krüger
Hartmut Krüger   (Güsen, 8 de maig de 1953) fou un jugador d'handbol alemany que va competir sota bandera de la República Democràtica Alemanya durant les dècades de 1970 i 1980.
Amb la selecció de la República Democràtica Alemanya jugà 157 partits. El 1978 i 1986 va guanyar la medalla de bronze al Campionat del món d'handbol. El 1980 va prendre part en els Jocs Olímpics de Moscou, on guanyà la medalla d'or en la competició d'handbol. A nivell de clubs jugà al SC Magdeburg, amb qui guanyà set lligues de la República Democràtica Alemanya i la Copa d'Europa de 1978 i 1981. Posteriorment, entre 1989 i 1993, fou entrenador del SC Magdeburg.
El 1980 va ser guardonat amb l'Ordre del Mèrit Patriòtic de plata i el 1984 amb la d'or.